# The Wire
The Wire és una sèrie de televisió nord-americana ambientada a Baltimore, Maryland, el fil conductor de la qual són les intervencions telefòniques judicials encomanades a un grup policíac. Va ser ideada, escrita i produïda pel periodista i escriptor David Simon, que es va basar en la seva experiència a la secció de successos del The Baltimore Sun. Es va estrenar al canal de televisió per cable Home Box Office el 2 de juny de 2002 i va finalitzar la seva emissió el 9 de març de 2008, període en què es van emetre seixanta capítols repartits en cinc temporades.
La sèrie tracta de ser una visió realista de la vida de Baltimore, centrant-se especialment en el tràfic de drogues. Molts dels seus personatges es basen en persones del món real de Baltimore i diversos actors secundaris són amateurs que interpreten els seus propis personatges. La sèrie és caracteritzada per històries i esdeveniments entre diverses institucions governamentals, públiques, jurisdiccions policíaques i sectors majorment marginals de la ciutat que prenen part al llarg de diversos capítols o que poden allargar-se per diverses temporades.
The Wire va ser emesa als Estats Units per la cadena de televisió per cable HBO i a Espanya pel canal de pagament TNT. Malgrat no haver estat un gran èxit comercial, va ser lloada per la crítica, que la va descriure com una de les millors sèries de televisió mai realitzades i un dels millors treballs de ficció dels anys 2000. Les votacions dels usuaris en la pàgina de cinema en espanyol d'internet FilmAffinity la situen com la millor sèrie de la història.

## Sinopsi
Totes les temporades estan centrades en algun aspecte diferent de la ciutat de Baltimore encara que sempre amb el fil comú del tràfic de drogues.
- El tema de la primera temporada se centra en les lluites entre la policia i les bandes de narcotraficants al districte oest de la ciutat, vist des de tots dos punts de vista.
- La segona temporada se centra en el seu port, al contraban de mercaderies i els problemes dels sindicats (mostrant així als proveïdors de noves d'inputs per a les drogues per primera vegada).
- La tercera temporada mostra els seus polítics, les lluites pel poder i el lideratge social. (Els nexes amb el planejament social fa que els distribuïdors de drogues considerin aliar-se per formalitzar el tràfic).
- La quarta mostra el sistema educatiu i l'educació dels nens dels baixos fons. (En una mida més petita, també se centra en el procés d'eleccions per a l'ajuntament).
- La cinquena i última temporada, tracta sobre els mitjans de comunicació de la mencionada ciutat (particularment la premsa escrita).

## Temes principals

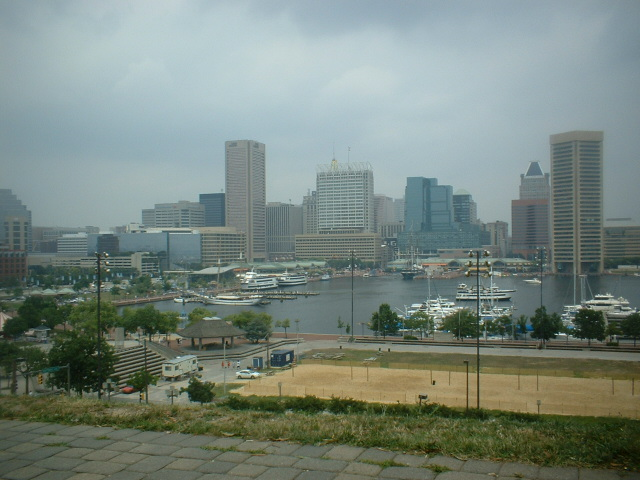
Port de Baltimore, un dels escenaris de la sèrie.

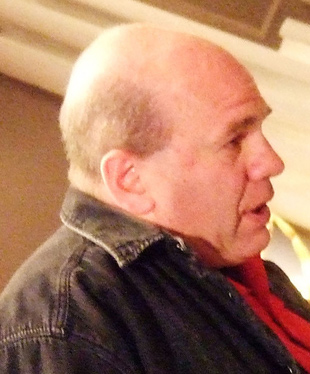
David Simon, creador de la sèrie.

Un tema central en l'estructura i desenvolupament de la sèrie és l'ús de tecnologies electròniques de vigilància usades per la policia, d'això el títol The Wire ("el fil", les interpretacions de les quals podrien ésser "la punxada" o "l'escolta"). Aquestes tecnologies apareixen de manera realista reflectides com és habitual des de tots dos costats de llei, per un costat els sistemes i tècniques utilitzats pels criminals per evadir la vigilància i les mesures pal·liatives emprades per la policia.
La clau de la sèrie és la demostració dels errors i vicis de les diverses institucions i la seva capacitat de sabotejar els seus propis propòsits per nobles que semblin; rara vegada és mostrat que una institució, governamental, mediàtica, policíaca o criminal, sigui reeixida a les seves metes sense cap conseqüència: per exemple, la policia imposa els seus propis límits d'acord amb el capritx dels alts comandaments o de l'ajuntament, els ports han de recórrer al robatori i al tràfic de béns per mantenir una certa influència política, les institucions educatives són limitades a complir un nivell educatiu estandarditzat per mantenir-se a flotació i els diaris es redueixen a imprimir notícies que han de manipular en inflar la seva importància, optant per inventar gran part del contingut per continuar estant rellevants. Igualment, les empreses criminals han de proveir-se constantment de treballadors, cabdills i també de caps traficants que cauen sota l'àmbit violent de les seves pròpies activitats.
La sèrie demostra també la fal·làcia d'altres sèries policíaques en argumentar que el policia o el detectiu actua d'acord amb el seu embolicament sentimental i emocional en el cas; per contra, a The Wire, l'oficial actua en una major part per cercar ésser victoriós davant el repte, per satisfer la seva pròpia curiositat per resoldre'l i per alleugerir la urgència de complir amb la seva taxa mínima d'exercici. El policia està subjecte a la seva recerca a límits logístics, problemes de força major que en general no pot resoldre i a interferències per part de tercers; això fa que l'efectivitat i infal·libilitat quasi absoluta d'altres sèries policíaques per resoldre crims es vegi de fet absurda. També argumenta que el càstig als criminals depèn de diversos graus d'impunitat i d'abús de les regles, en general per part d'individus que compten amb poder polític i/o monetari.
La policia a The Wire està infestada de problemes interns que han portat a reduir la seva activitat al mínim absolut. Un dels problemes més greus és la falta de comunicació entre els departaments, i això porta a pobra capacitació i crassos errors que frenen les activitats en sec, tant així que hi ha grans llacunes a l'administració dels seus propis recursos; també la policia, com a institució, és usada quasi a la seva totalitat, per satisfer fins polítics de particulars dins i fora d'ella.
The Wire argumenta que la violència relacionada amb el tràfic de drogues, malgrat ésser aclaparadora és rarament arbitrària; el tràfic es fa notar principalment quan la taxa de mort que comporta es fa massa evident, com l'assassinat de testimonis de l'Estat en la primera temporada, la troballa de les dones mortes que eren víctimes de tràfic de blanques en la segona temporada entre molts altres exemples. Les autoritats són descrites com a poc interessades a combatre l'ús de les drogues en la mateixa mida en què combaten el tràfic de drogues; la seva intenció és, més que tot, reduir el nivell de violència.
Les altes esferes a The Wire, com els contribuents polítics i els planadors civils certament no fan cas omís al gran lucre que el tràfic de drogues genera i un dels grans problemes amb les investigacions de la policia és el risc de mostrar nexes entre les altes esferes i diverses activitats criminals a la ciutat; diverses de les recerques en la sèrie de fet són aturades a risc de descobrir aquestes associacions.
En una menor escala, la sèrie explora la relació de la policia local amb l'FBI; l'FBI està majorment interessat en l'associació de les activitats criminals amb figures polítiques notòries i el seu enfocament es troba relativament allunyat del tràfic de drogues i centrat en activitats terroristes. Com a tal, l'FBI no col·labora formalment amb la policia llevat que les recerques donin els resultats que ells volen o l'element de la policia tingui un rang notori; els nexes són tractats més que tot per la relació personal informal entre agents federals particulars i oficials de la policia. És mostrat que l'FBI, tant com la policia, és susceptible també a manipulacions polítiques.

## Personatges i escenaris

### La policia de Baltimore

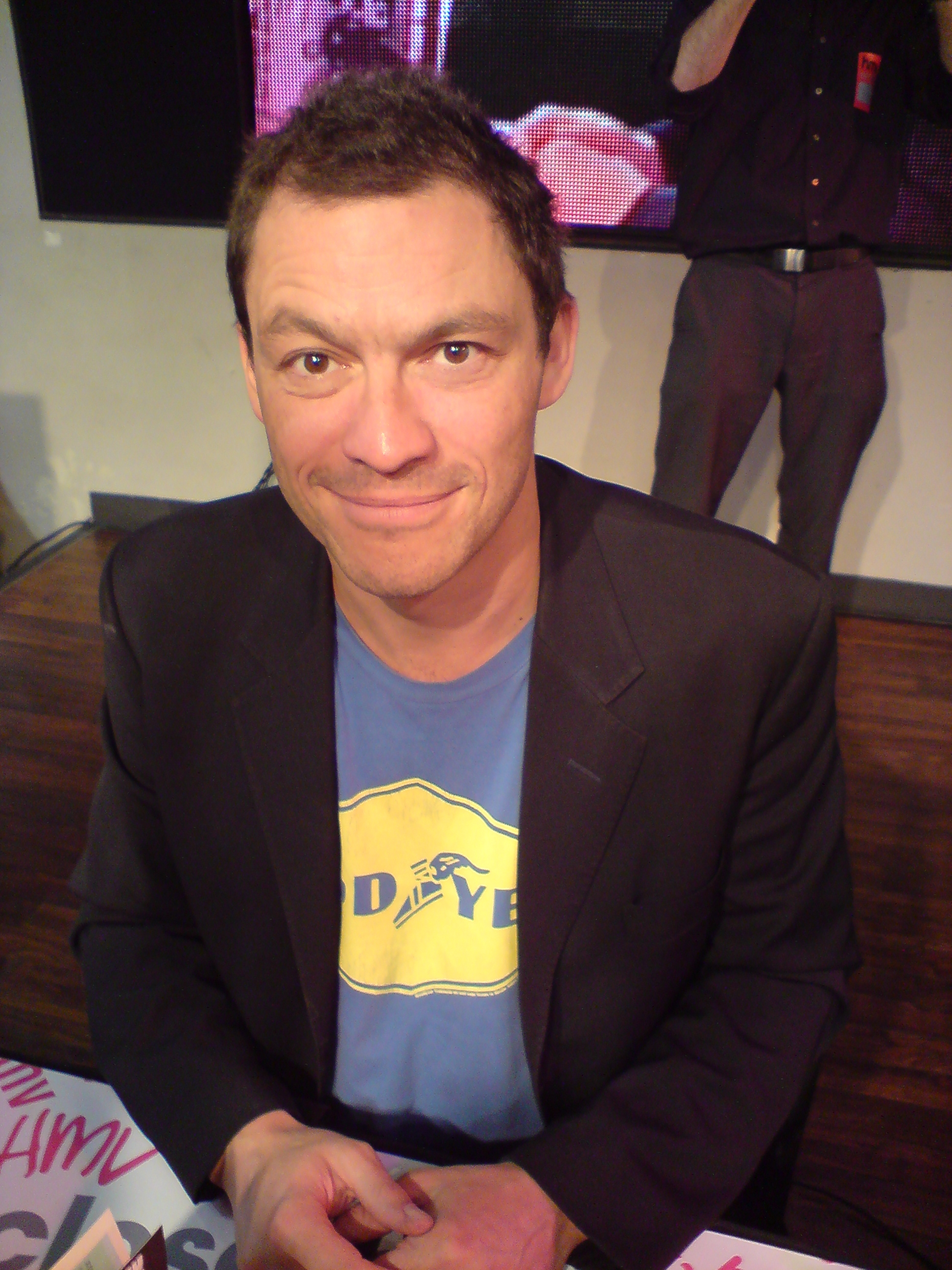
Dominic West interpreta el detectiu Jimmy Mcnulty

- Dominic West interpreta el detectiu James 'Jimmy' McNulty, d'homicidis.
- Lanced Reddick interpreta el tinent Cedric Daniels, de narcòtics.
- Sonja Sohn interpreta la detectiva Shakima 'Kima' Greggs.
- Wendell Pierce interpreta el detectiu William 'Bunk' Moreland.
- Clarke Peters interpreta el detectiu Lester Freamon.
- Seth Gilliam interpreta el sergent Ellis Carver.
- Domenick Lombardozzi interpreta el detectiu Thomas 'Herc' Hauk.
- Corey Parker Robinson interpreta el detectiu Leander Sydnor.
- Deirdre Lovejoy interpreta l'ajudant del fiscal Rhonda Pearlman.
- Frankie Faison interpreta el comissari Ervin H. Burrell.
- John Doman interpreta el comissari adjunt d'operacions William A. Rawls.
- Ed Norris interpreta el detectiu Edward Norris
- Delaney Williams interpreta el sergent Jay Landsman.
- Jim True-Frost interpreta el detectiu Roland 'Prez' Pryzbylewski, d'accidents.
- Robert Wisdom interpreta el comandant Howard 'Bunny' Colvin.
- Al Brown interpreta el comandant Stanislaus 'Stan' Valchek.
- Peter Gerety interpreta el jutge Daniel Phelan.

### Els carrers de Baltimore

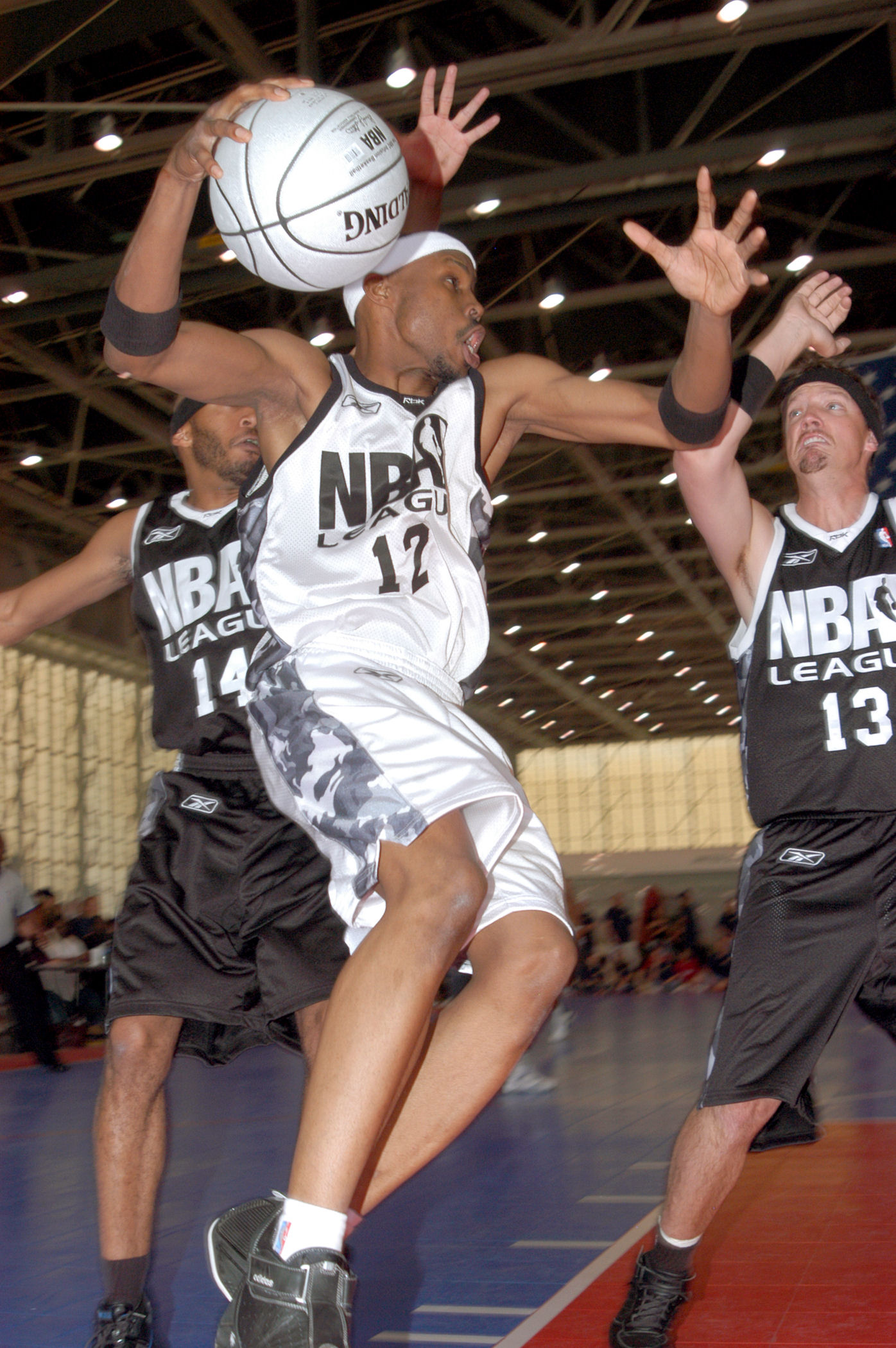
Wood Harris interpreta el mafiós Avon Barsdale

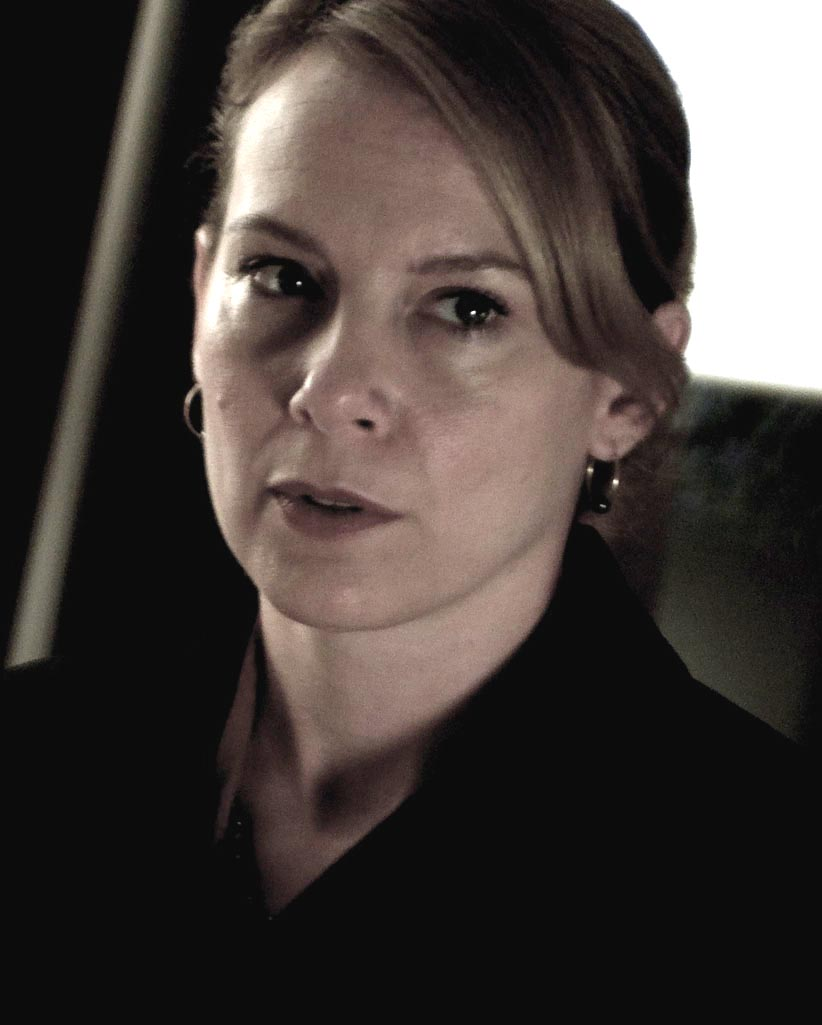
Amy Ryan interpreta Beadie Ruselkl

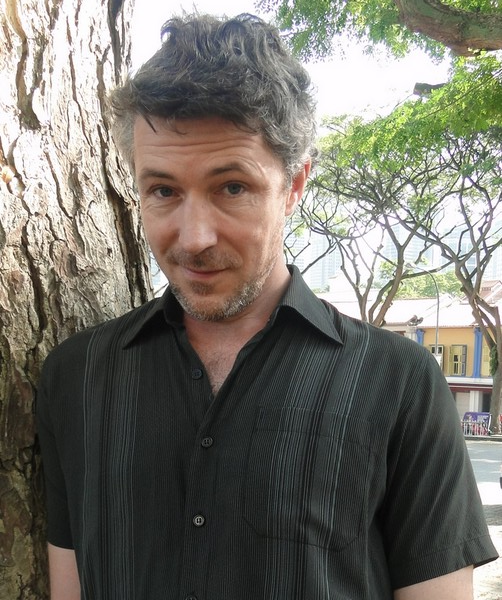
Aidan Gillen interpreta Carcetti

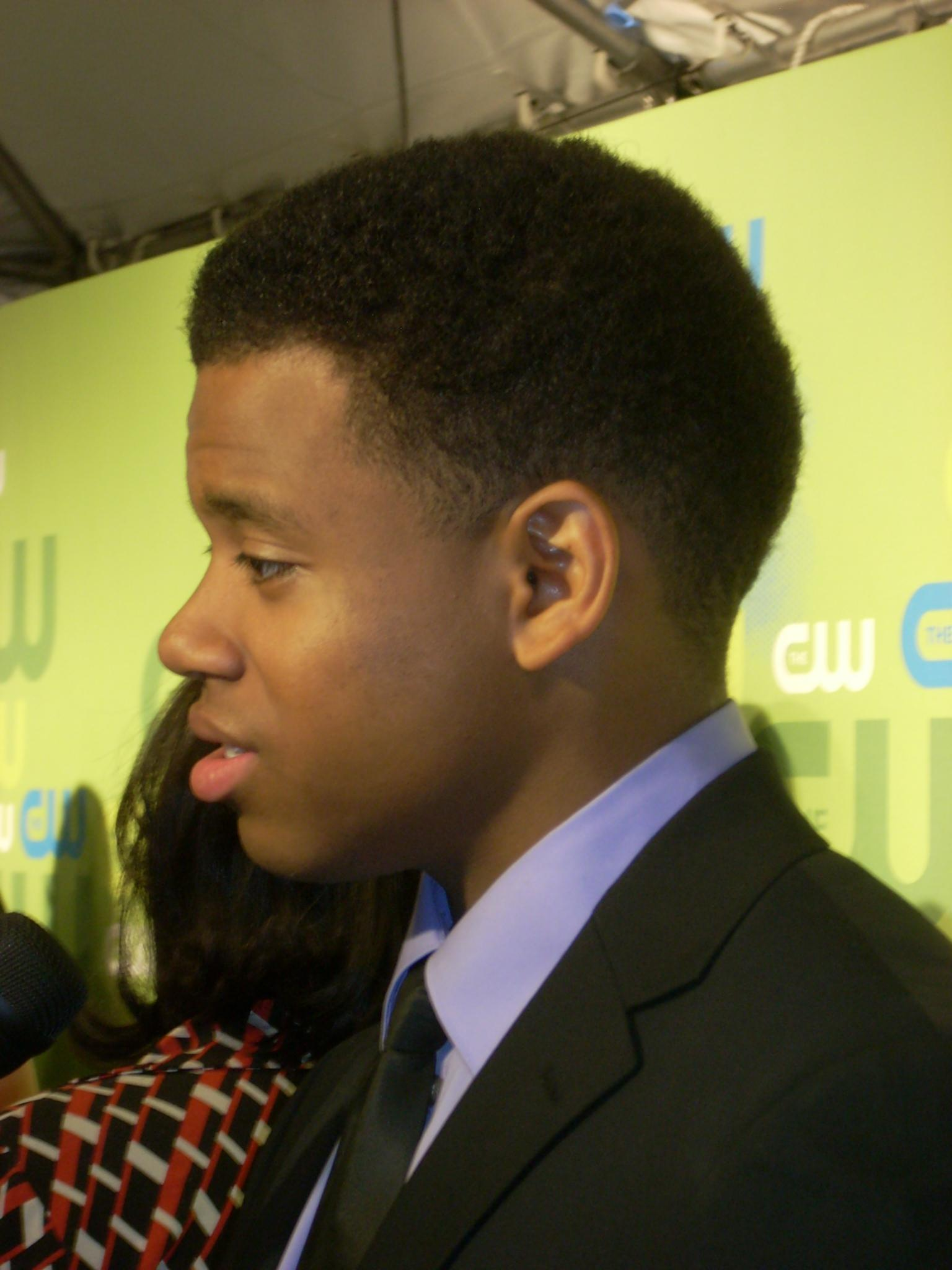
Tristan Wilds interpreta Michael Lee

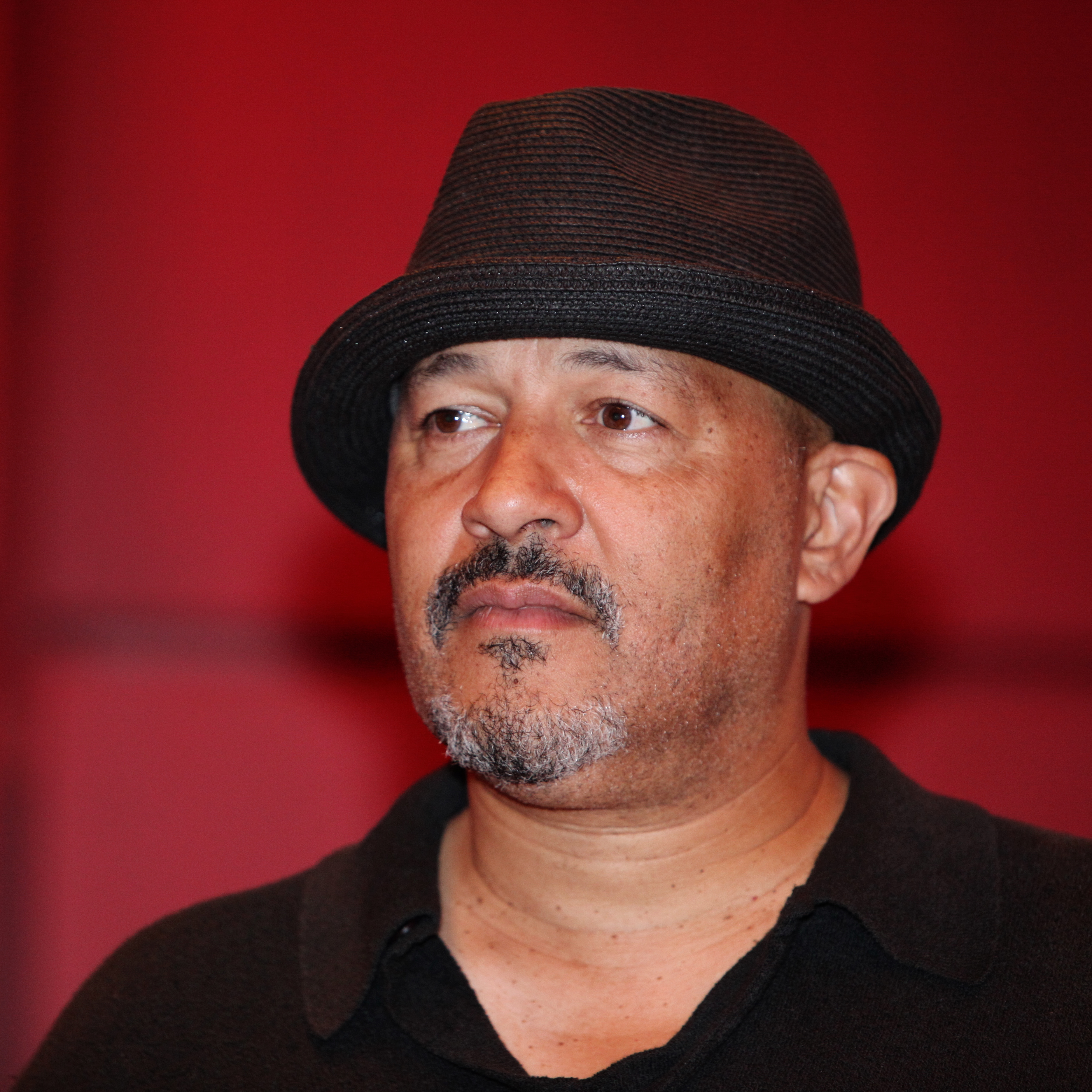
Clark Johnson interpreta "Gus" Haynes

- Wood Harris interpreta Avon Barksdale.
- Idris Elba interpreta Russell 'Stringer' Bell.
- Michael K. Williams interpreta Omar Little.
- Andre Royo interpreta Reginald "Bubbles" Cousins.
- Jamie Hector interpreta Marlo Stanfield.
- Gbenga Akinnagbe interpreta Chris Partlow.
- J.D. Williams interpreta Preston 'Bodie' Broadus.
- Chad Coleman interpreta Dennis "Cutty" Wise.
- Lawrence Gilliard Jr interpreta D'Angelo "D" Barksdale.
- Michael B. Jordan interpreta Wallace.
- Tray Chaney interpreta Malik "Poot" Carr.
- Felicia Pearson interpreta Felicia "Snoop" Pearson.
- Leo Fitzpatrick interpreta Johnny Weeks.
- Hassan Johnson interpreta Roland "Wee-" Brice.
- Kwame Patterson interpreta "Monk" Metcalf.
- Richard Burton (Baltimore) interpreta Shaun "Shamrock" McGinty.
- Clifford Smith interpreta Melvin "Cheese" Wagstaff.
- Anwan Glover interpreta "Slim Charles".
- Michael Potts interpreta Germà Mouzone.
- Melvin Williams interpreta El diaca.
- Steve Earle interpreta Walon.
- Michael Kostroff interpreta l'advocat Maurice "Maury" Levy.

### El port
- Chris Bauer interpreta Frank Sobotka.
- Paul Ben-Victor interpreta Spiros "Vondas" Vondopoulos.
- Amy Ryan interpreta Beadie Russell.
- Pablo Schreiber interpreta Nick Sobotka.
- James Ransone interpreta Ziggy Sobotka.
- Bill Raymond interpreta "El Grec".
- Luray Cooper interpreta Nat Coxson.
- Bus Howard interpreta Vernon "Ott" Motley.
- Richard Pelzman interpreta Little Big Roy.
- Charley Scalies interpreta Thomas "Cara de cavall" Pakusa.
- Jeffrey Gordon Pratt interpreta Johnny "Fifty" Spamanto.
- Lance Irwin interpreta Maui.

### Política de Baltimore
- Isiah Whitlock, Jr. interpreta el senador R. Clayton 'Clay' Davis.
- Aidan Gillen interpreta el regidor Thomas 'Tommy' Carcetti.
- Glynn Turman interpreta l'Alcalde de Baltimore Clarence Royce.
- Reg E. Cathey interpreta Norman Wilson.
- Frederick Strother interpreta el delegat de l'estat Odell Watkins.
- Marlyne Afflack interpreta la presidenta del consell de la ciutat Nerese Campbell.
- Maria Broom interpreta Marla Daniels.
- Christopher Mann interpreta el regidor Anthony 'Tony' Gray.
- Neal Huff interpreta el Michael Steintorf.
- Cleo Reginald Pizana interpreta el cap de personal Coleman Parker.
- Burre Brandy interpreta Teresa D'Agostino.
- Michael Willis interpreta Andy Krawczyk

### Col·legi de Baltimore
- Jermaine Crawford interpreta Duquan "Dukie" Weems.
- Maestro Harrell interpreta Randy Wagstaff.
- Julito McCullum interpreta Namond Brice.
- Tristan Wilds interpreta Michael Lee.
- Tootsie Duvall interpreta la directora adjunta Marcia Donnelly.
- Stacie Davis interpreta miss Duquette.
- Dan DeLuca interpreta el professor David Parenti.
- James Dravon interpreta la professora Grace Sampson.
- Nathan Corbett interpreta Donut.

### Redacció de Baltimore
- Clark Johnson interpreta l'editor Augusto "Gus" Haynes.
- Sam Freed interpreta l'editor executiu James Whiting.
- David Costabile interpreta l'editor en cap Thomas Klebanow.
- Tom McCarthy interpreta l'editor de taula d'estat Tim Phelps.
- Robert Poletick interpreta l'editor Steve Luxenberg.
- Donald Neal interpreta Jay Spry.
- Michelle Paress interpreta la periodista Alma M. Gutiérrez.
- Thomas McCarthy interpreta el reporter M. Scott Templeton.
- William F. Zorzi interpreta el periodista Bill Zorzi.
- Brandon Young interpreta el periodista Mike Fletcher.
- Bruce Kirkpatrick interpreta el periodista Roger Twigg.

## Música
El tema interpretat a l'inici de cada episodi de la sèrie és "Way Down in the Hole", una cançó gospel i blues, escrita per Tom Waits i inclosa en el seu àlbum de 1987 "Franks Wild Years". A cada temporada es va utilitzar un enregistrament diferent de la cançó sobre diferents seqüències d'inici, amb els següents intèrprets a cada temporada: 
- primera temporada: The Blind Boys of Alabama
- segona temporada: el mateix Waits
- tercera temporada: The Neville Brothers
- quarta temporada: DoMaJe, aquesta versió va ser arranjada i gravada específicament per a la sèrie, per cinc adolescents de Baltimore: Ivan Ashford, Steele Markel, Brown Cameron, Tariq Al Sabir i Avery Bargasse[9]
- cinquena temporada: Steve Earle que és també l'actor de la sèrie que interpreta el paper de Walon, un drogoaddicte e]*recuperació.[10]

## Crítiques
The Wire sovint és considerada com una de les millors sèries de la història. Jacob Weisberg, en la seva crítica a Slate la cita com la millor sèrie de televisió nord-americana que mai havia estat emesa.
| « | Cap altre programa ha fet alguna cosa remotament semblant al que fa aquest, és a dir, per retratar la vida social, la vida política i econòmica d'una ciutat nord-americana amb l'abast, la precisió d'observació, i la visió moral de la gran literatura. | » |

Com a fascinant l'adjectiva Steve Johnson a Chicago Tribune, qui afirma que la sèrie convenç en la seva complexitat, punyent en la seva humanitat i sorpren en la forma com desenvolupa el gènere de drama policial. Tim Goodman del San Francisco Chronicle en destaca que no és una història simplista com moltes produccions d'aquest tipus sino que Simon i els seus guionistes aprofondeixen en tots els aspectes que envolta a cada un dels personatges.